# Cloniophorus curvatoplicatus
Cloniophorus curvatoplicatus es una especie de escarabajo longicornio del género Cloniophorus, tribu Callichromatini, subfamilia Cerambycinae. Fue descrita científicamente por Jordan en 1894.

## Descripción
Mide 14-16 milímetros de longitud.

## Distribución
Se distribuye por Camerún, Gabón, República Democrática del Congo y República del Congo.